# Anneau d'Ore
Dans le domaine des mathématiques en théorie des anneaux, un anneau d'Ore est un anneau qui admet un corps de fractions.
Pour un anneau commutatif, cette notion est équivalente à la condition que l'anneau soit sans diviseur de zéro (et donc nul ou intègre). Dans le cas général, cette condition reste nécessaire, mais n'est plus suffisante. Il faut adjoindre une condition supplémentaire, la condition d'Ore, introduite par le mathématicien norvégien Øystein Ore en 1931.
On distingue les anneaux d'Ore à gauche, à droite et bilatères. Les premiers admettent un corps de fractions à gauche, les seconds un corps de fractions à droite, les troisièmes un corps de fractions à gauche et un corps de fractions à droite, qui coïncident. En l'absence de précision supplémentaire, « anneau d'Ore » signifie anneau d'Ore bilatère.

## La condition d'Ore

### Cas des anneaux
Soit {\displaystyle R} un anneau sans diviseur de zéro. Il s'agit d'un anneau d'Ore à droite s'il satisfait la condition d'Ore à droite:
{\displaystyle aR\cap bR\neq 0} pour tous {\displaystyle a,b\in R^{\times }}
où {\displaystyle aR} et {\displaystyle bR} sont des idéaux principaux à droite de {\displaystyle R} et où  {\displaystyle R^{\times }} désigne l'ensemble des éléments non nuls de {\displaystyle R}. On définit de même un anneau d'Ore à gauche (en considérant l'intersection d'idéaux principaux à gauche), et comme il a été dit plus haut un anneau d'Ore (sans précision) est bilatère, c'est-à-dire qu'il s'agit d'un anneau d'Ore à droite qui est également un anneau d'Ore à gauche.
Un anneau d'Ore permet de construire des fractions de manière cohérente. Une fraction à droite est un élément de la forme {\displaystyle ba^{-1},a\in R^{\times }}. La condition d'Ore à droite permet de réduire un nombre fini de termes de cette forme au même dénominateur à droite. On définit de manière analogue les fractions à gauche, et la condition d'Ore en garantit la cohérence algébrique.

### Cas des sous-ensembles multiplicatifs
La construction ci-dessus peut être définie de manière plus générale sur tout sous-ensemble multiplicatif, c'est-à-dire un ensemble {\displaystyle S} tel que pour tous {\displaystyle a,b\in S}, on a {\displaystyle ab\in S}. Soit {\displaystyle R} un anneau et {\displaystyle S} un sous-ensemble multiplicatif de {\displaystyle R}. On dit que {\displaystyle S} est un ensemble de dénominateurs à droite si pour tous {\displaystyle a\in R,b\in S} on a :
- {\displaystyle aS\cap bR\neq 0}
- Si {\displaystyle ba=0} alors il existe {\displaystyle u\in S} tel que {\displaystyle au=0}.

On peut alors construire l'anneau des fractions à droite {\displaystyle RS^{-1}}, qui généralise la notion de localisation aux anneaux non commutatifs. Il existe en fait plusieurs manières de construire une telle localisation (monoïdale, géométrique ou rationnelle) selon le choix de {\displaystyle S}.
Si on pose {\displaystyle S=\{a\in R\mid b\in R^{\times }\Rightarrow ab,ba\in R^{\times }\}} alors S est un ensemble de dénominateurs à droite si et seulement si {\displaystyle R} est un anneau d'Ore à droite.

### Généralisation
La condition d'Ore se généralise en théorie des catégories de la manière suivante. On dit qu'une catégorie {\displaystyle {\mathcal {C}}} satisfait la condition d'Ore si pour tout diagramme{\displaystyle A\to C\gets B}d'objets, il existe un objet {\displaystyle D} et deux morphismes tels que le diagramme suivant commute :{\displaystyle {\begin{aligned}D&\qquad \longrightarrow &A\\\downarrow &&\downarrow \\B&\qquad \longrightarrow &C\end{aligned}}}La condition d'Ore est une condition plus faible que l'existence de tirés en arrière, de sorte que toute catégorie possédant des tirés en arrière est d'Ore. Si la catégorie duale est d'Ore, alors la catégorie considérée a la propriété d'amalgamation. En général, satisfaire la condition d'Ore est nécessaire, mais n'est pas suffisant pour construire une catégorie des fractions.

## Propriétés
- Un anneau commutatif est d'Ore si et seulement s'il est sans diviseur de zéro.
- Un anneau principal à droite est d'Ore à droite.
- Plus généralement, un anneau intègre noethérien à droite est d'Ore à droite.
- Un anneau de Bézout est d'Ore à droite.

## Modules sur les anneaux d'Ore
La notion d'élément de torsion se définit sans difficulté sur un anneau intègre : soit {\displaystyle R} un anneau intègre et {\displaystyle M} un {\displaystyle R}-module à gauche. Un élément {\displaystyle m\in M} est de torsion s'il existe {\displaystyle a\in R^{\times }} tel que {\displaystyle am=0}.
Si {\displaystyle R} est un anneau d'Ore à gauche, l'ensemble des éléments de torsion de {\displaystyle M} est un sous-module de {\displaystyle M}, noté {\displaystyle {\mathcal {T}}\left(M\right)}. En désignant par {\displaystyle K} le corps des fractions à gauche de {\displaystyle R} ({\displaystyle K} est un {\displaystyle R}-module à droite), alors {\displaystyle {\mathcal {T}}\left(M\right)} est le noyau de l'application canonique {\displaystyle M\rightarrow K\otimes _{R}M}.
Cette application est donc injective si et seulement si {\displaystyle M} est sans torsion, c'est-à-dire {\displaystyle {\mathcal {T}}\left(M\right)=0}. La dimension du {\displaystyle K}-espace vectoriel {\displaystyle K\otimes _{R}M} est appelée le rang de {\displaystyle M}. Si {\displaystyle R} est un anneau d'Ore, alors le {\displaystyle R}-module {\displaystyle K} est plat.
D'autre part, si {\displaystyle R} est un anneau d'Ore, un {\displaystyle R}-module de type fini est sans torsion si, et seulement s'il peut être plongé dans un module libre de type fini.